# Calma aparente
Calma apparente (también conocido en su nombre español: Calma aparente) es el nombre del décimo álbum de estudio del cantautor italiano de los géneros pop/rock Eros Ramazzotti. Fue lanzado al mercado bajo el sello discográfico Sony BMG Norte el 8 de noviembre de 2005. El primer sencillo, «Nuestra vida» se publicó el 12 de septiembre de 2005, lo que le fue seguido por «I Belong to You (El ritmo de la pasión)», «Como un niño», y «Está pasando noviembre». Ingresó en varias listas, de las cuales alcanzó el primer puesto en Italian Albums Chart, Swiss Albums Chart y Greek Albums Chart. En la lista Spanish Albums Chart se ubicó en el cuarto lugar. Además recibió varias certificaciones, de las cuales la Federación de la Industria Musical Italiana le dio una de 3x plantino tras vender 1 200 000 copias.

## Lista de canciones

### Calma apparente
| N.º | Título                                                          | Escritor(es)                                            | Duración |  |
| 1.  | «La nostra vita»                                                | Claudio Guidetti, Eros Ramazzotti                       | 4:38     |  |
| 2.  | «L'equilibrista»                                                | Kaballà, Ramazzotti, Guidetti                           | 3:53     |  |
| 3.  | «Bambino nel tempo»                                             | Kaballà, Ramazzotti, Guidetti                           | 4:41     |  |
| 4.  | «Tu sei»                                                        | Kaballà, Ramazzotti, Guidetti                           | 4:00     |  |
| 5.  | «Solarità»                                                      | Ramazzotti, Guidetti, Adelio Cogliati                   | 3:54     |  |
| 6.  | «Sta passando novembre»                                         | Maurizio Fabrizio, Guidetti, Ramazzotti, Cogliati       | 4:11     |  |
| 7.  | «Una nuova età»                                                 | Ramazzotti, Guidetti, Cogliati                          | 3:48     |  |
| 8.  | «Nomadi d'amore»                                                | Ramazzotti, Guidetti, Cogliati                          | 4:01     |  |
| 9.  | «Non è amore»                                                   | Ramazzotti, Guidetti, Kaballà                           | 4:01     |  |
| 10. | «L'ultimo metrò»                                                | Ramazzotti, Guidetti, Kaballà                           | 4:32     |  |
| 11. | «I Belong to You (Il ritmo della passione)» (dúo con Anastacia) | Anastacia, Kara DioGuardi, Giuseppe Rinaldi, Ramazzotti | 4:26     |  |
| 12. | «Beata solitudine»                                              | Ramazzotti, Guidetti, Cogliati                          | 4:08     |  |
| 13. | «Calma apparente»                                               | Ramazzotti, Guidetti, Kaballà                           | 4:37     |  |

| Videos de Tour Edition |                                                                   |          |  |
| N.º                    | Título                                                            | Duración |  |
| 14.                    | «L'ombra del gigante» (Live)                                      | 6:15     |  |
| 15.                    | «Medley: Terra promessa, Una storia importante, Adesso tu» (Live) | 7:25     |  |

### Calma aparente
| N.º | Título                                                        | Escritor(es)                                    | Duración |  |
| 1.  | «Nuestra vida»                                                | Guidetti, Ramazzotti, Ortíz                     | 4:38     |  |
| 2.  | «El equilibrista»                                             | Kaballà, Ramazzotti, Guidetti, Ortíz            | 3:53     |  |
| 3.  | «Como un niño»                                                | Kaballà, Ramazzotti, Guidetti, Ortíz            | 4:41     |  |
| 4.  | «Tú eres»                                                     | Kaballà, Ramazzotti, Guidetti, Ortíz            | 4:00     |  |
| 5.  | «Solaridad»                                                   | Ramazzotti, Guidetti, Cogliati, Ortíz           | 3:54     |  |
| 6.  | «Está pasando noviembre»                                      | Fabrizio, Guidetti, Ramazzotti, Cogliati, Ortíz | 4:11     |  |
| 7.  | «Una nueva edad»                                              | Ramazzotti, Guidetti, Cogliati, Ortíz           | 3:48     |  |
| 8.  | «Nómadas de amor»                                             | Ramazzotti, Guidetti, Cogliati, Ortíz           | 4:01     |  |
| 9.  | «No es amor»                                                  | Ramazzotti, Guidetti, Kaballà, Ortíz            | 4:01     |  |
| 10. | «El último metro»                                             | Ramazzotti, Guidetti, Kaballà, Ortíz            | 4:32     |  |
| 11. | «I Belong to You (El ritmo de la pasión)» (dúo con Anastacia) | Anastacia, DioGuardi, Ramazzotti, Rinaldi       | 4:26     |  |
| 12. | «Vivo sin ti»                                                 | Ramazzotti, Guidetti, Cogliati, Ortíz           | 4:08     |  |
| 13. | «Calma aparente»                                              | Ramazzotti, Guidetti, Kaballà, Ortíz            | 4:37     |  |

## Posicionamientos y certificaciones
| Lista (2011)                    | Posición |
| ------------------------------- | -------- |
| Austrian Albums Chart           | 2        |
| Belgian Albums Chart (Flanders) | 12       |
| Belgian Albums Chart (Wallonia) | 3        |
| Danish Albums Chart             | 12       |
| Dutch Albums Chart              | 4        |
| European Albums Chart           | 4        |
| Finnish Albums Chart            | 15       |
| French Albums Chart             | 5        |
| German Albums Chart             | 4        |
| Greek Albums Chart              | 1        |
| Hungarian Albums Chart          | 5        |
| Italian Albums Chart            | 1        |
| Polish Albums Chart             | 45       |
| Portuguese Albums Chart         | 22       |
| Spanish Albums Chart            | 4        |
| Swedish Albums Chart            | 20       |
| Swiss Albums Chart              | 1        |

| País     | Certificaciones |
| -------- | --------------- |
| Austria  | Platino         |
| Bélgica  | Oro             |
| Francia  | Oro             |
| Alemania | Platino         |
| Grecia   | Oro             |
| Italia   | 3x diamante     |
| España   | Oro             |
| Suiza    | 2x platino      |